# Вафлі

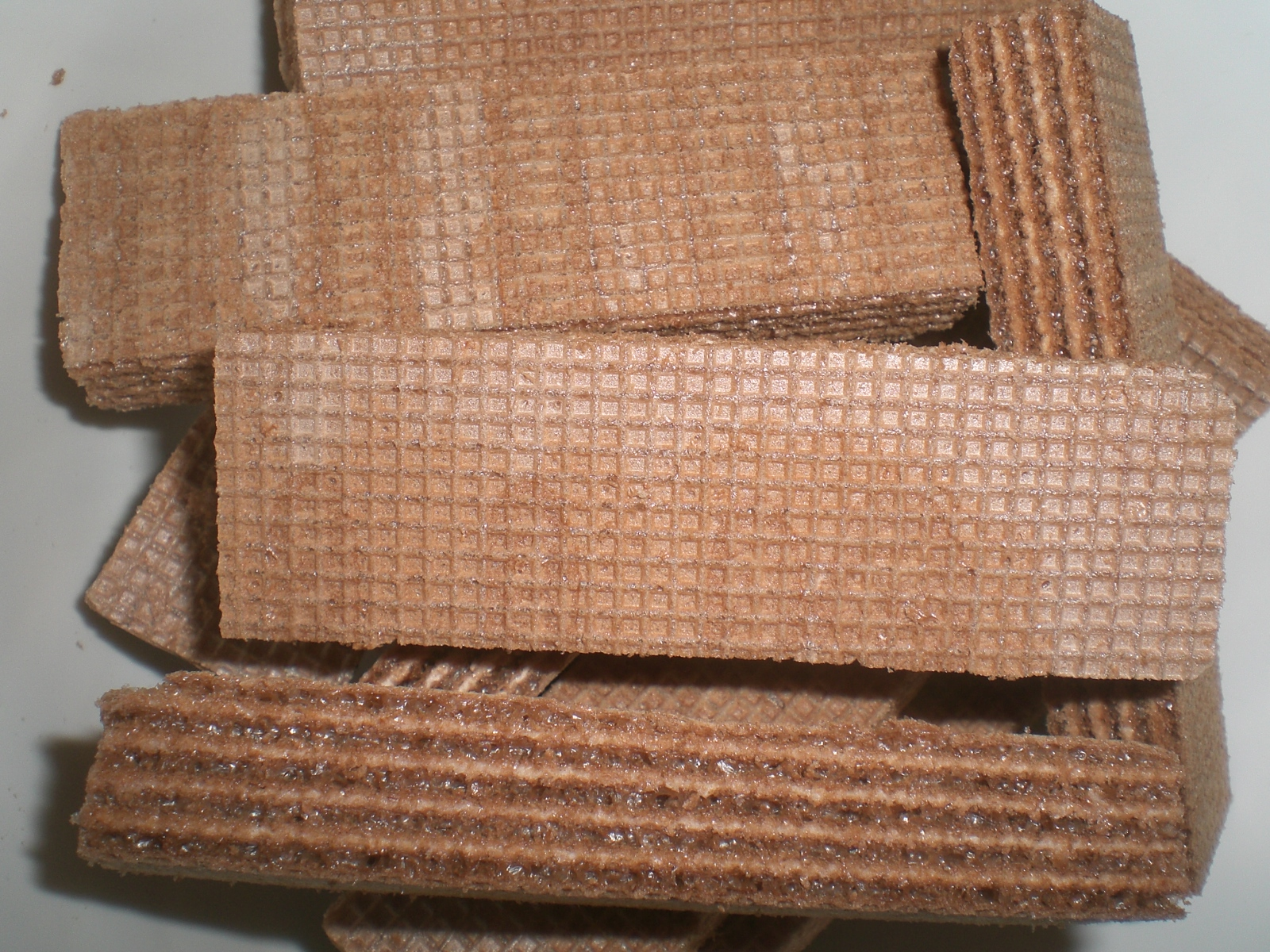

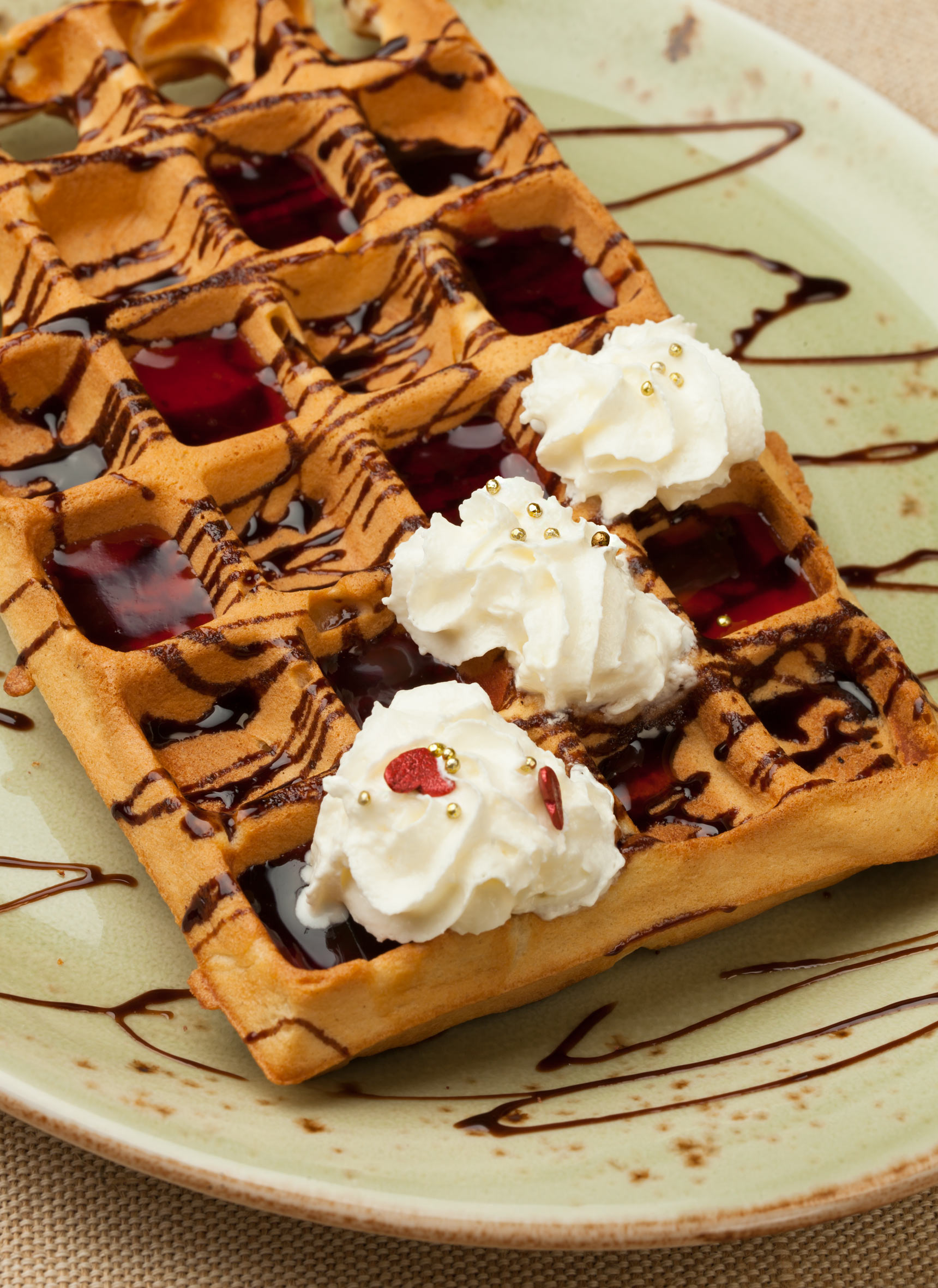
Брюссельські вафлі з ягідним джемом, шоколадним топінгом та збитими вершками

Ва́флі — тонкі, дуже пористі, а тому легкі борошняні кондитерські вироби, випечені з рідкого тіста; мають форму тонких листів або фігур із візерунчастою поверхнею. Вафлі виготовляють прямокутної, круглої форми, фігурними та у вигляді паличок, стаканчиків тощо. Вони можуть бути з начинкою у вигляді прошарків або без начинки, повністю або частково покриті шоколадною глазур'ю, або без глазурі. Для начинки використовують цукеркові маси: горіхові, кремові, фруктові, збивні із вершків і збивні типу «Зефір». Залежно від сорту можуть містити різні смакові добавки (молоко, горіхи, кава, какао).
Слово «вафля» запозичене від нім. Waffel і первинно означало «стільник», оскільки форма для випічки вафель була схожа на бджолині стільники.
За ДСТУ: Вафлі — борошняні кондитерські вироби з вафельних листів переважно з начинкою.

## Історія вафель
Предками сучасних вафель є середньовічні вафлі, які являли собою дуже тонке хрустке печиво, виготовлене у вафельниці, що складалася з двох металевих тарілок, з'єднаних петлею. Кожна з тарілок кріпилася на довгій дерев'яній ручці. Вафельницю клали на вогонь і перевертали, аби пропекти корж з обох боків. Примітно, що на відміну від сучасних вафель, для виготовлення яких переважно використовується пшеничне борошно, їхні середньовічні предки випікалися з вівса або ячменю.
У середньовічній Європі на свята дозволялося продавати вафлі біля входу до церкви. Згодом конкуренція за місце поблизу релігійних споруд стала настільки жорстокою, що французький король Карл IX видав указ, за яким торговцям заборонялося розташовуватись один від одного менше ніж за 6 футів (близько 2 м).

## Технологія виготовлення

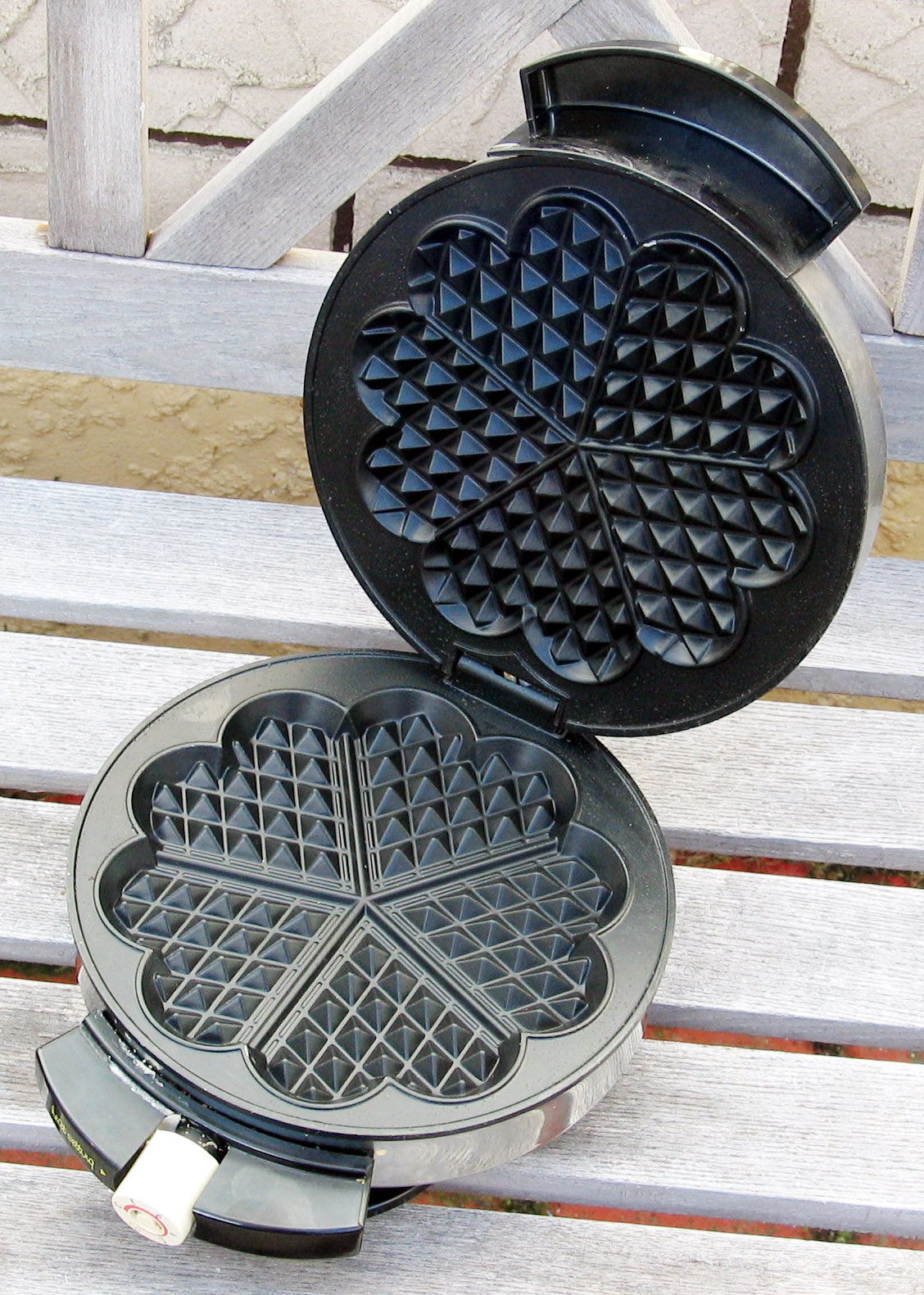
Сучасна металева форма для випікання вафель

Тісто зазвичай складається з борошна, яєць (або меланжу), цукру, солі, соди та води.
Тісто для вафель істотно відрізняється від тіста для інших кондитерських виробів. Це тісто має сметаноподібну консистенцію і порівняно низьку в'язкість, вологість тіста 65 %. Така консистенція тіста дозволяє отримати пористі вафельні листи.
Виготовлення тіста: жовтки (меланж), соду, сіль, 20 % води змішують до отримання однорідної консистенції. Додають воду, яка залишалась (80 %), 50 % борошна і перемішують 6-8 хв, поступово вводять борошно, яке залишилось (50 %) і замішують тісто до готовності протягом 15 хв. Готове тісто проціджують крізь сито.
Застосування в деяких рецептурах для вафель цукру, рослинної олії, яєчного жовтка знижує вологість тіста. Додавання цукру зберігає хрусткі властивості вафель при вищій вологості. Це пояснюється тим, що цукор, який знаходиться в вафельних листах, надає їм склоподібності, завдяки якій зберігається крихкість за підвищеної вологості.
Випікання-сушіння вафельного листа відбувається між двома пластинами контактним способом. У процесі випікання тіста за короткий час видаляється велика кількість вологи. На початку термообробки вафельних листів одночасно відбувається випікання і сушіння. Після 20—30 секунд від початку термообробки випікання закінчується, далі йде процес сушіння. Колір вафельних листів оптимальний при температурі термообробки 150—170 °C, тривалості випікання 120—175 сек.
На великих підприємствах вафлі з начинкою виготовляють на поточно-механізованих лініях. Така лінія включає безперервний заміс тіста, випікання вафельних листів, їх охолодження, приготування начинки, намазування вафельних листів, з'єднання листів, охолодження прошарованих начинкою пластів, нарізання на порційні вафлі, загортання, фасування у коробки, укладання в ящики.
Цей тип кондитерських виробів виготовляється переважно на спеціальному промисловому обладнанні. Для приготування вафель у домашніх умовах використовуються побутові вафельниці.
За ДСТУ: Вафельний лист — випечений напівфабрикат у формі тонкого пористого листа для виробництва кондитерських виробів на вафельній основі.

## Різновиди вафель

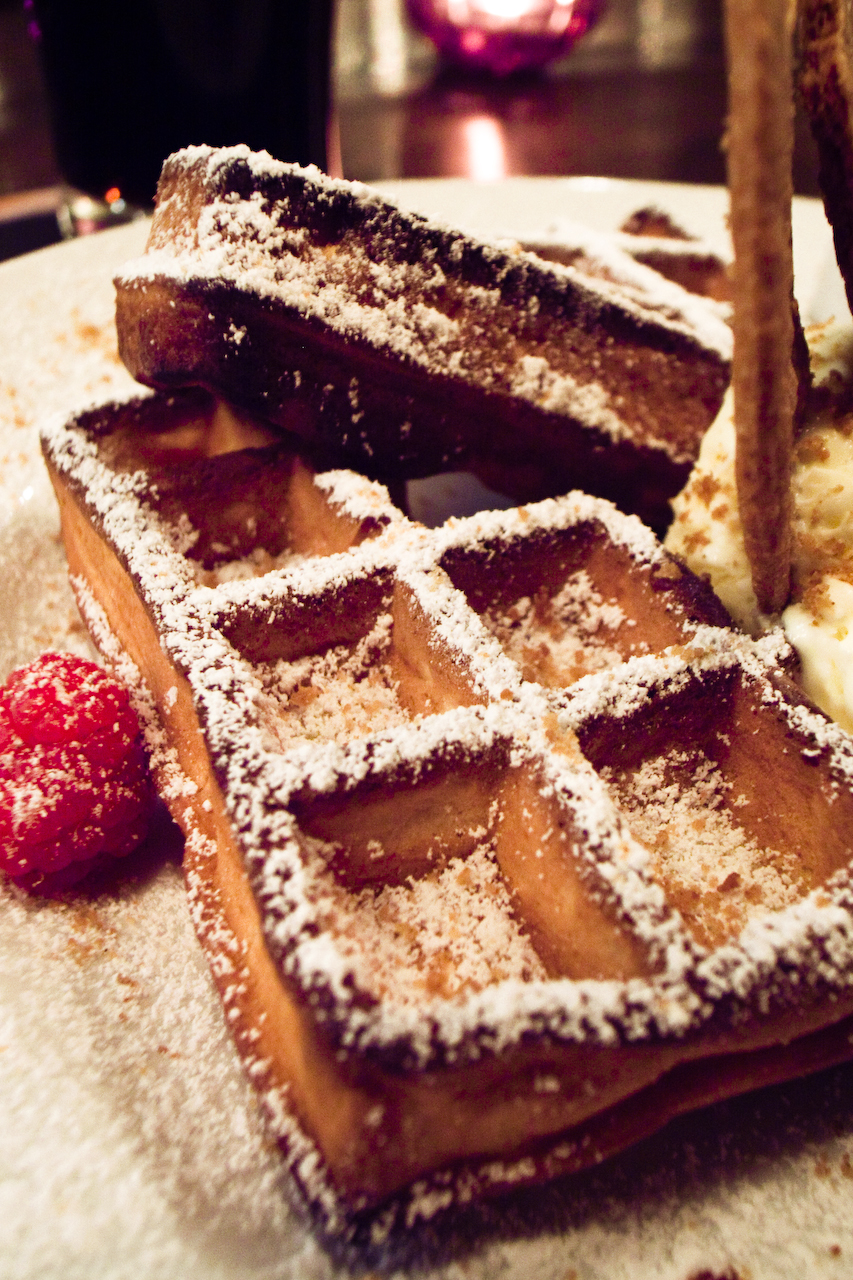
Брюссельські вафлі

Вафлі вже давно визнані одними з найсмачніших ласощів як для дорослих, так і для дітей у всьому світі. Хоча вафлі поширені в багатьох країнах світу, першими їх винайшли європейці. Навіть саме слово «вафля» має схоже звучання у багатьох європейських мовах.
Різновидів вафель сьогодні існує велика кількість. Вони розрізняються зовнішнім виглядом, смаком і способами приготування.
Бельгійські вафлі, іноді звані брюссельськими, або помилково віденськими, готують з використанням великої кількості збитих білків і розпушувача. Це надає їм легкість і неповторний ніжний смак. У бельгійських магазинах такі вафлі найчастіше продаються посипаними цукровою пудрою. До столу їх подають найчастіше з ягодами, в гарячому вигляді, политими шоколадним сиропом, іноді на гарячу вафлю зверху кладуть кульку морозива. Один із різновидів бельгійських вафель — льєзькі. Вони більш щільні та тверді, відрізняються великим вмістом цукру та овальною формою.
Англійські або картопляні вафлі готуються за оригінальними рецептами, в основі яких такі інгредієнти як картопляні пластівці, олія, овочі. Перед подачею на стіл вафлі підсмажуються до утворення золотистої хрусткої скоринки.
Американські вафлі також мають свої особливості приготування. На відміну від віденських вафель вони товщі та щільніші, обов'язковим інгредієнтом є розпушувачі. Американці використовують вафлі в складі десертів і як гарнір до різних м'ясних страв.

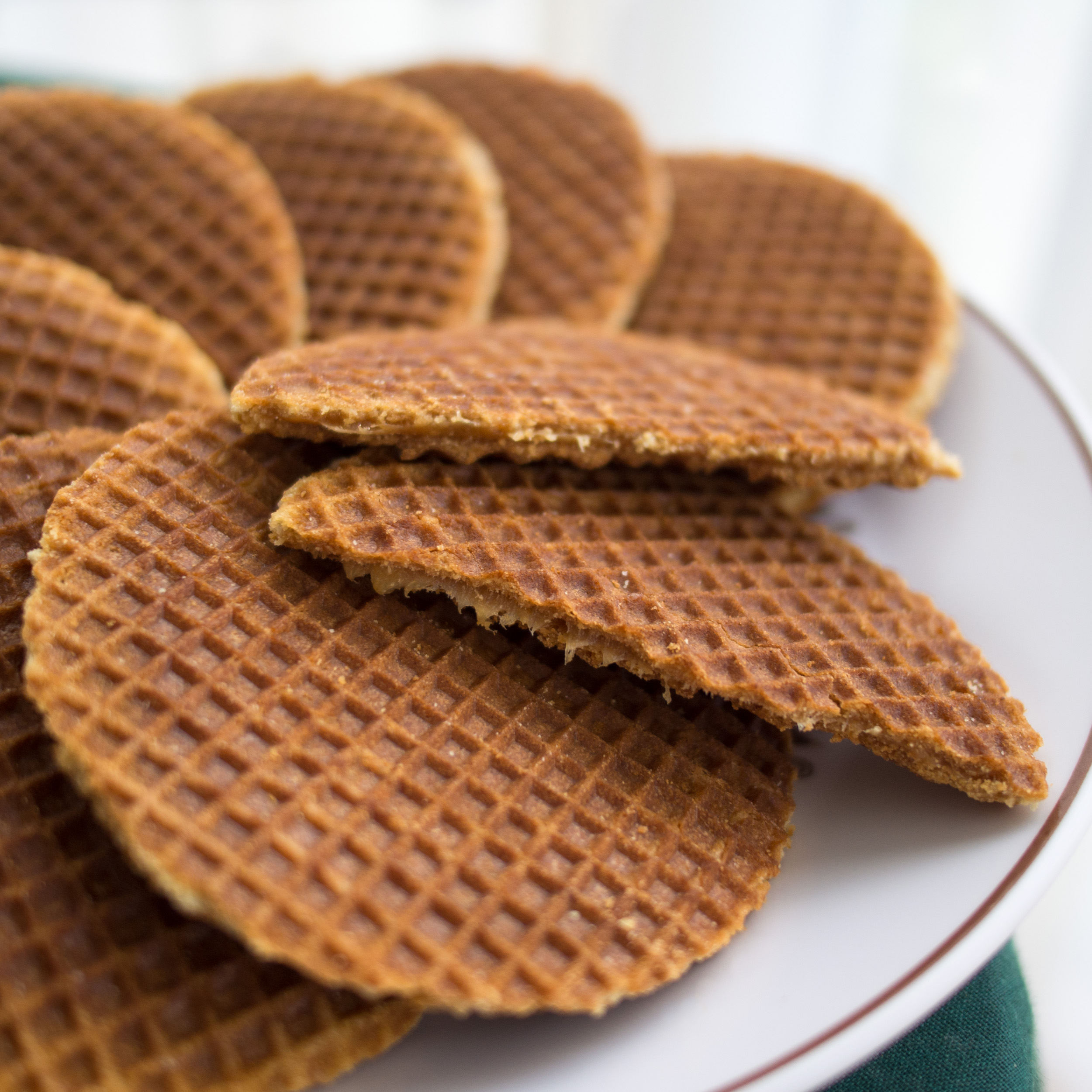
Голландські вафлі
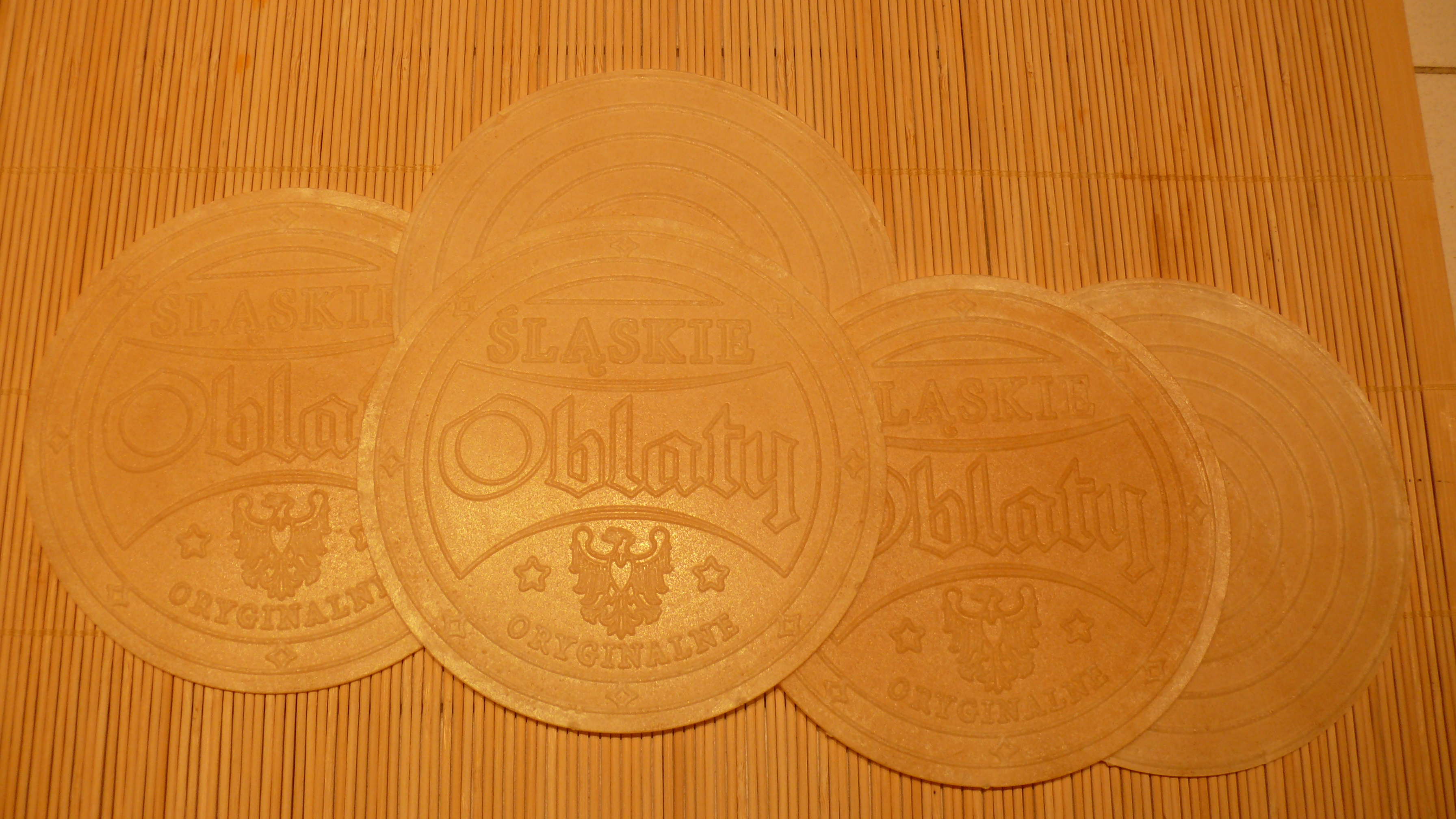
Польські вафлі
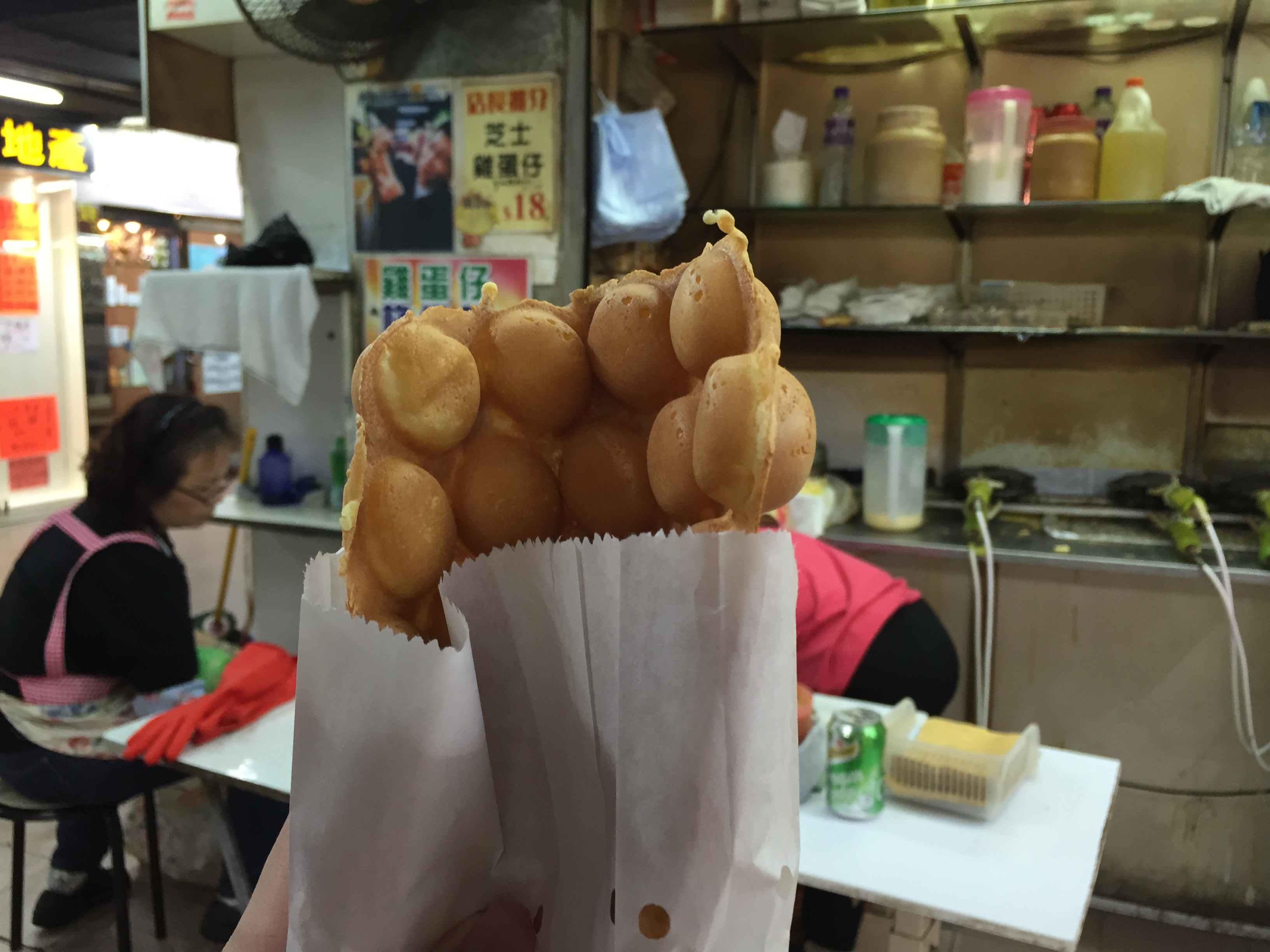
Гонконзькі вафлі
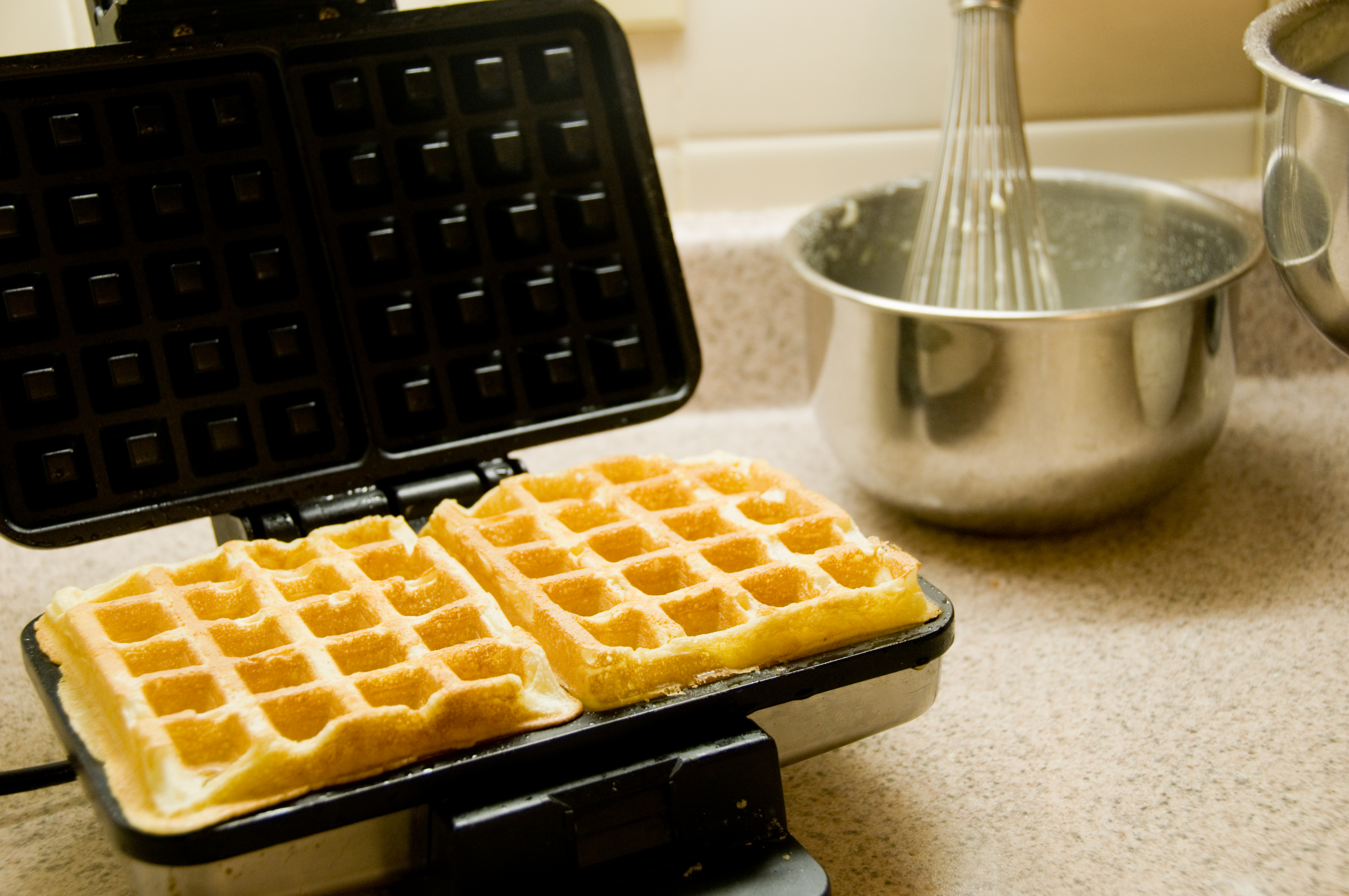
Бельгійські вафлі в електровафельніці
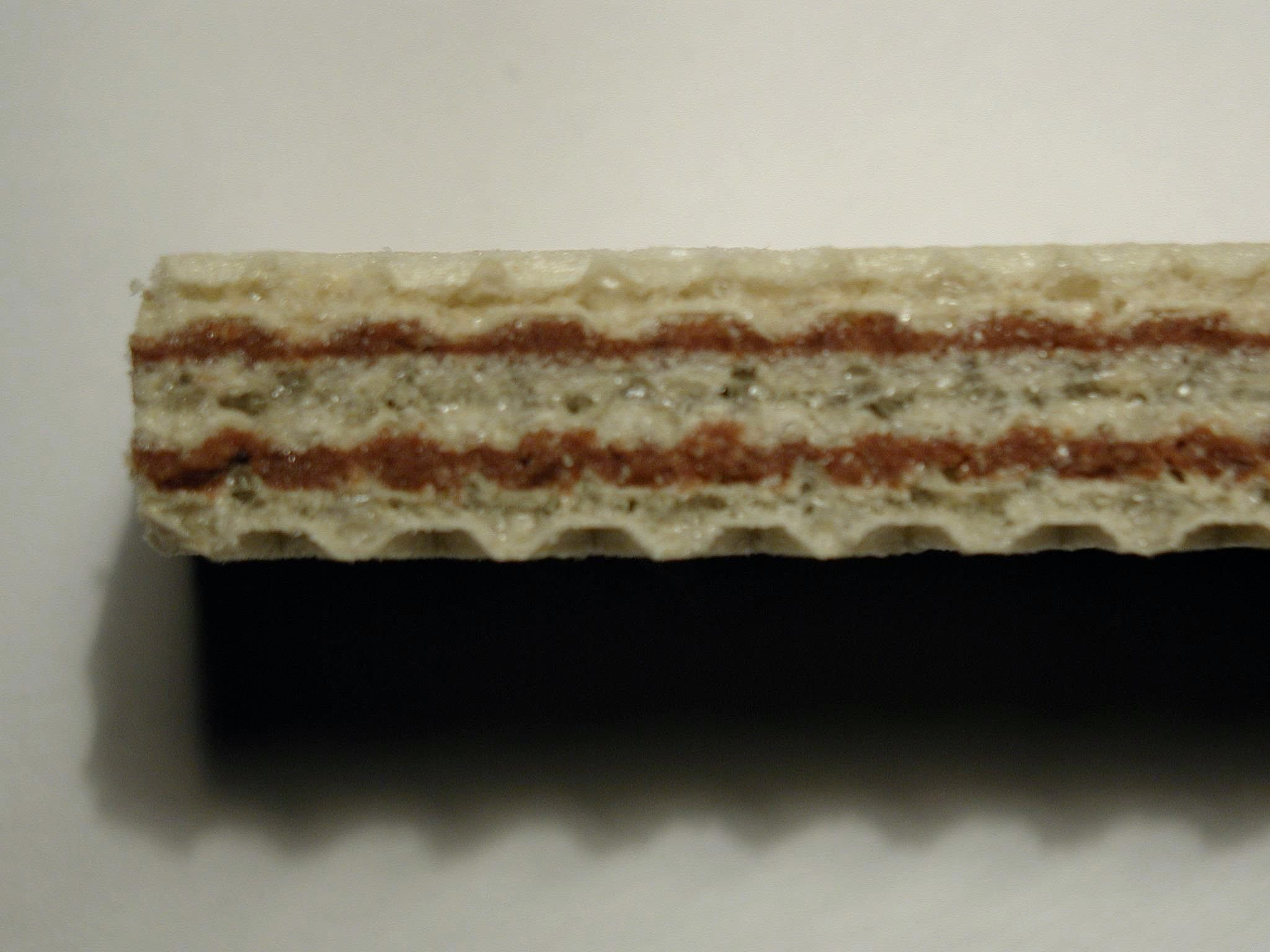
Багатошарові вафлі з шоколадною начинкою
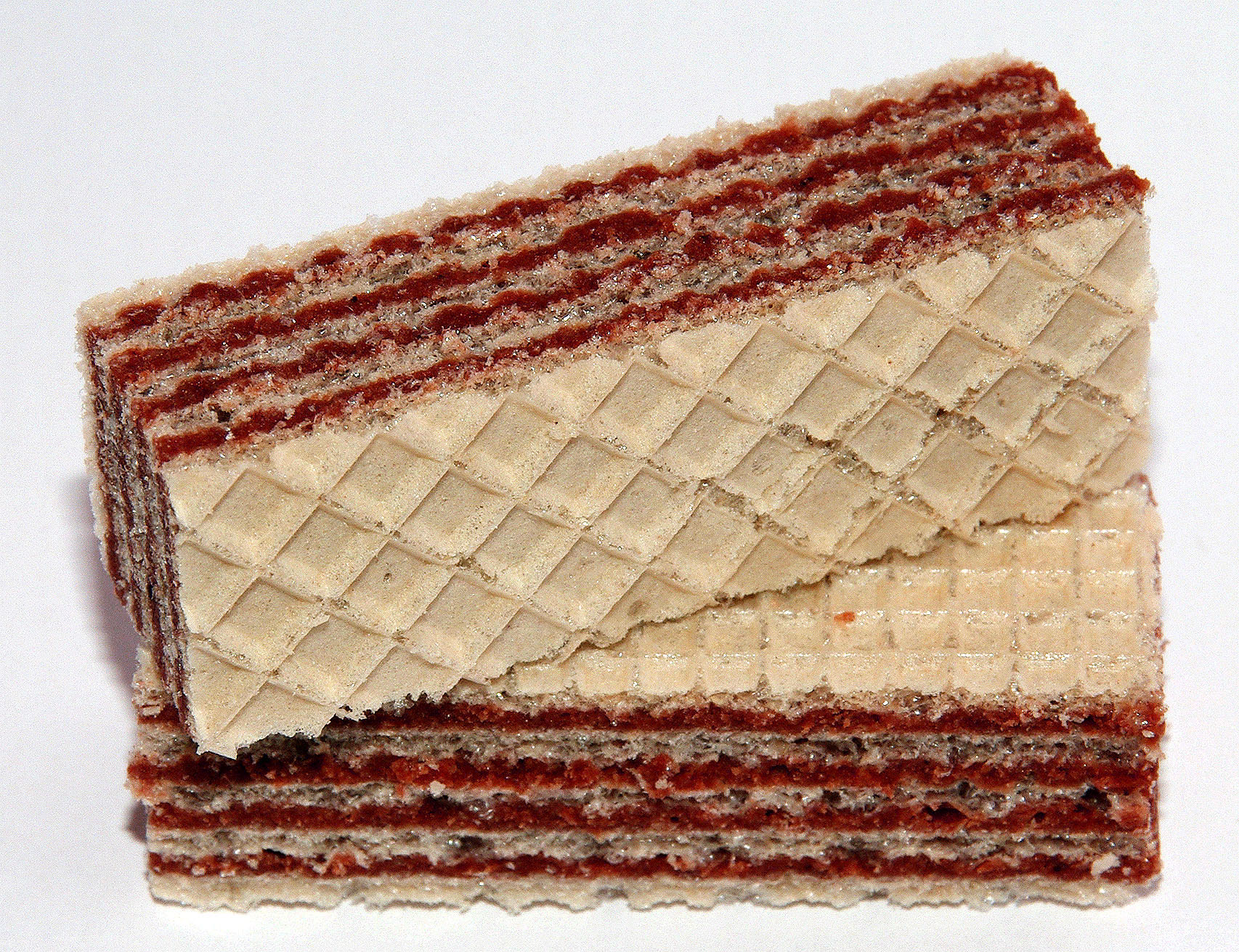
Багатошарові вафлі з начинкою з джему
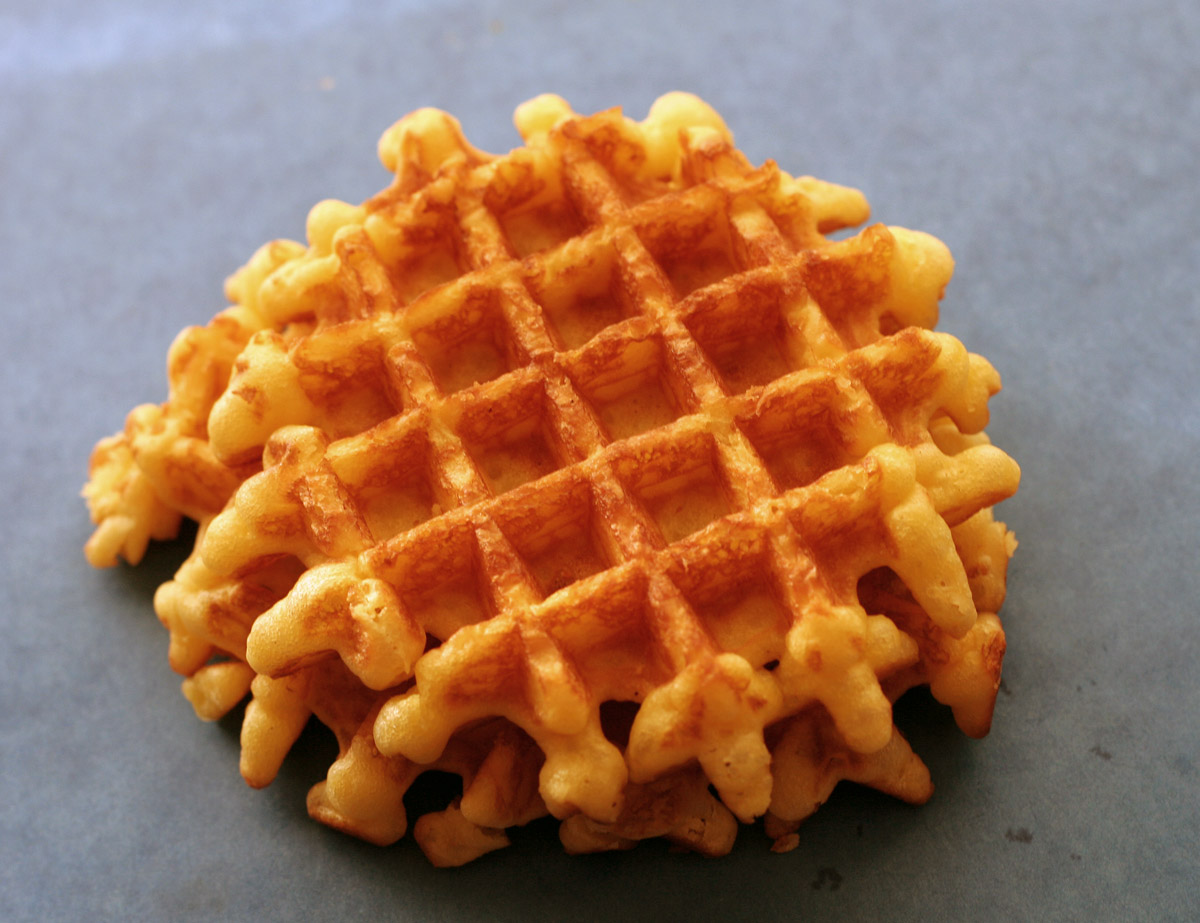
Домашні тонкі м'які вафлі

### Вироби з вафельного тіста
Вафлі можуть використовуватися як основа для інших кондитерських виробів (торти, тістечка). Для цих цілей виготовляються вафельні вироби у формі листів, коржів, стаканчиків, трубочок, ріжків тощо. Вафлям можна надати різну форму, згортати їх треба ще в гарячому стані.
Що стосується начинок для вафель, важливо, щоб вони містили якомога менше вологи, для того, щоб збереглася крихкість вафель.
Нерідко вафлі використовують для декорування збитих вершків, морозива тощо. Вафельні трубочки можна наповнювати різними начинками, кремами, покривати різноманітною глазур'ю.

## Галерея

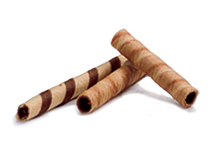
Вафельна трубка (галетна, суха) з начинкою
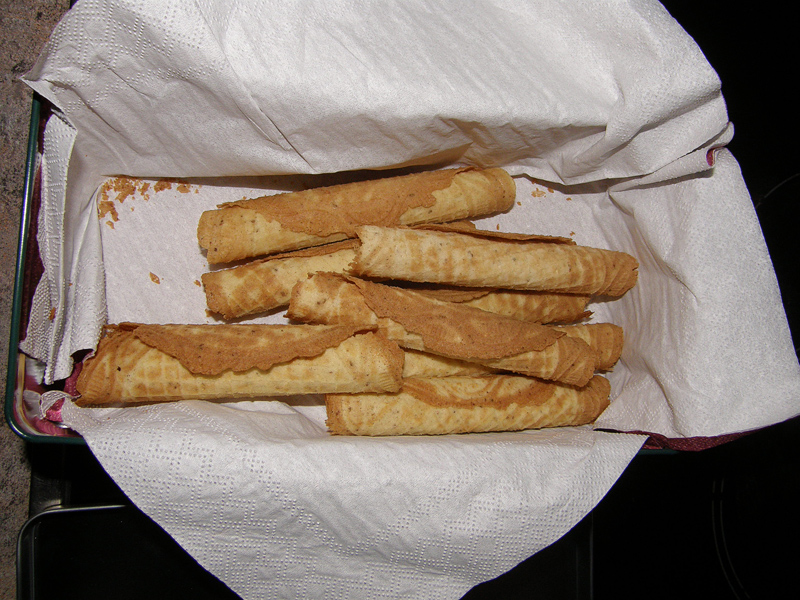
Вафельна трубка (здобна, м'яка) з начинкою
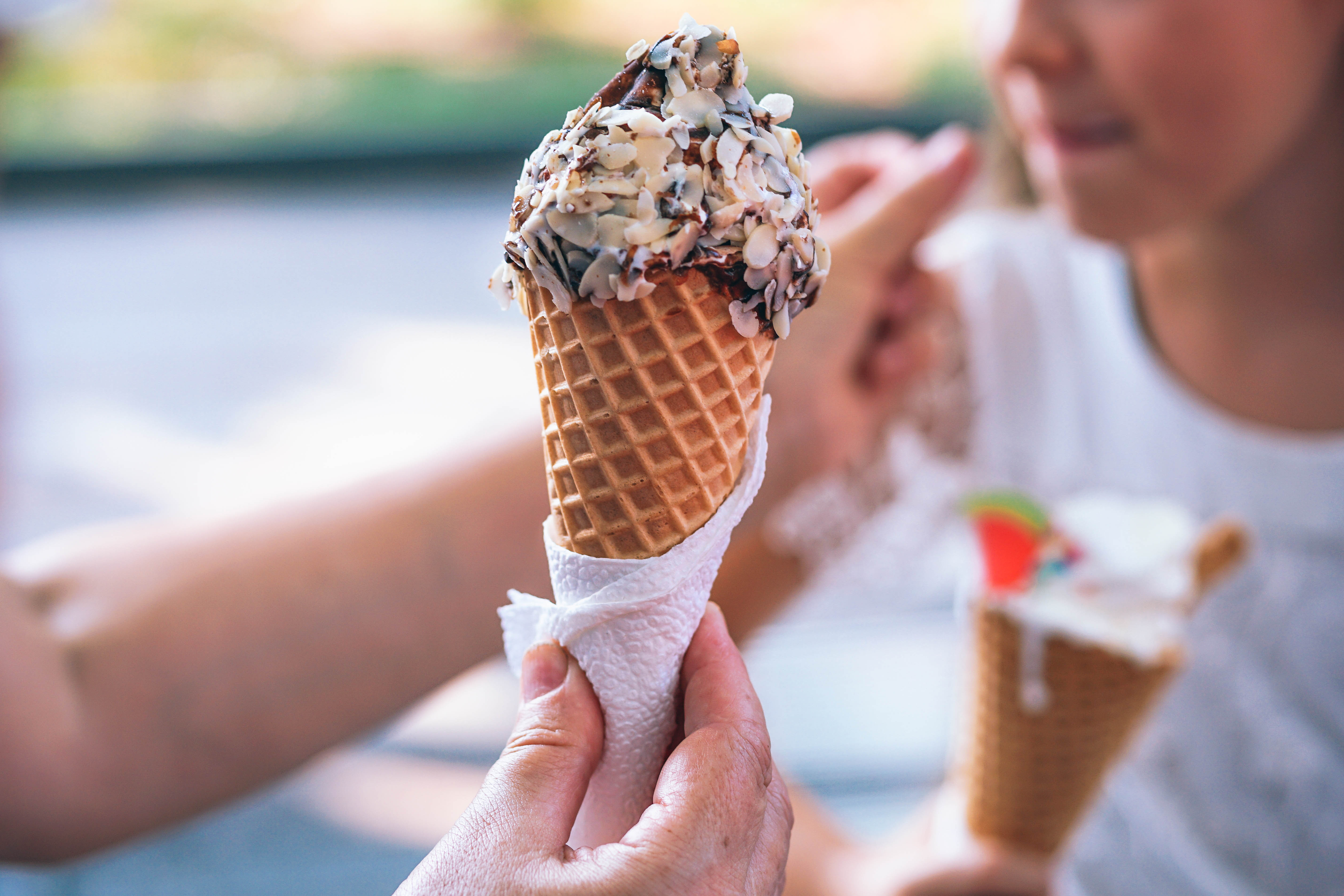
Морозиво у вафельному ріжку
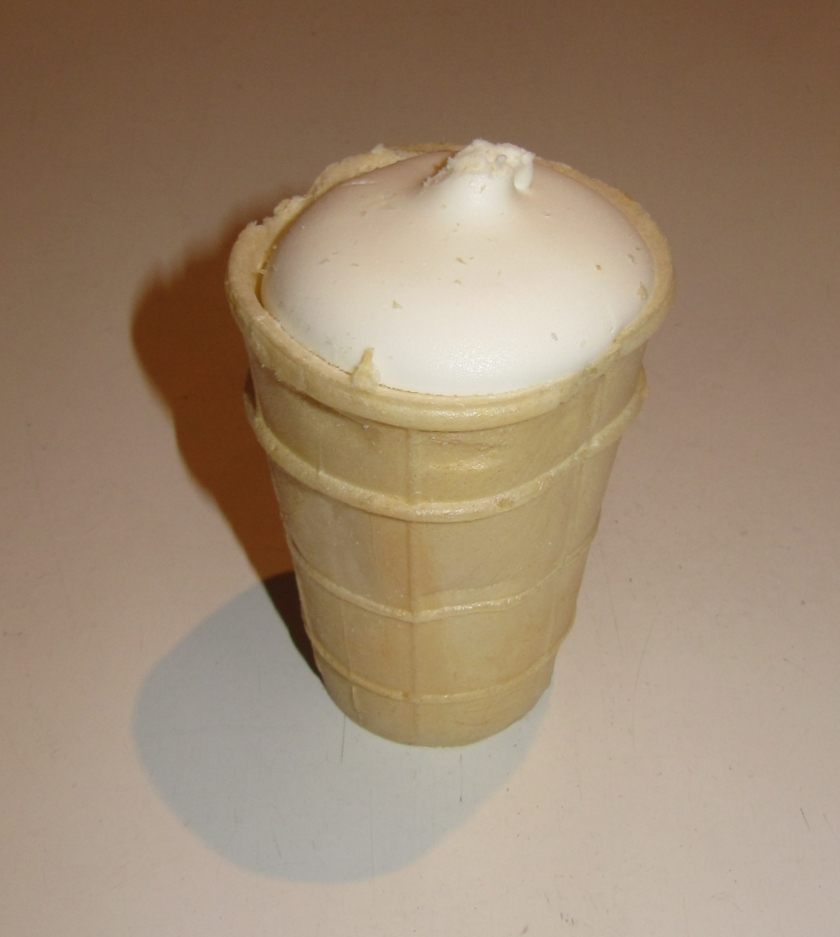
Морозиво у вафельному стаканчику
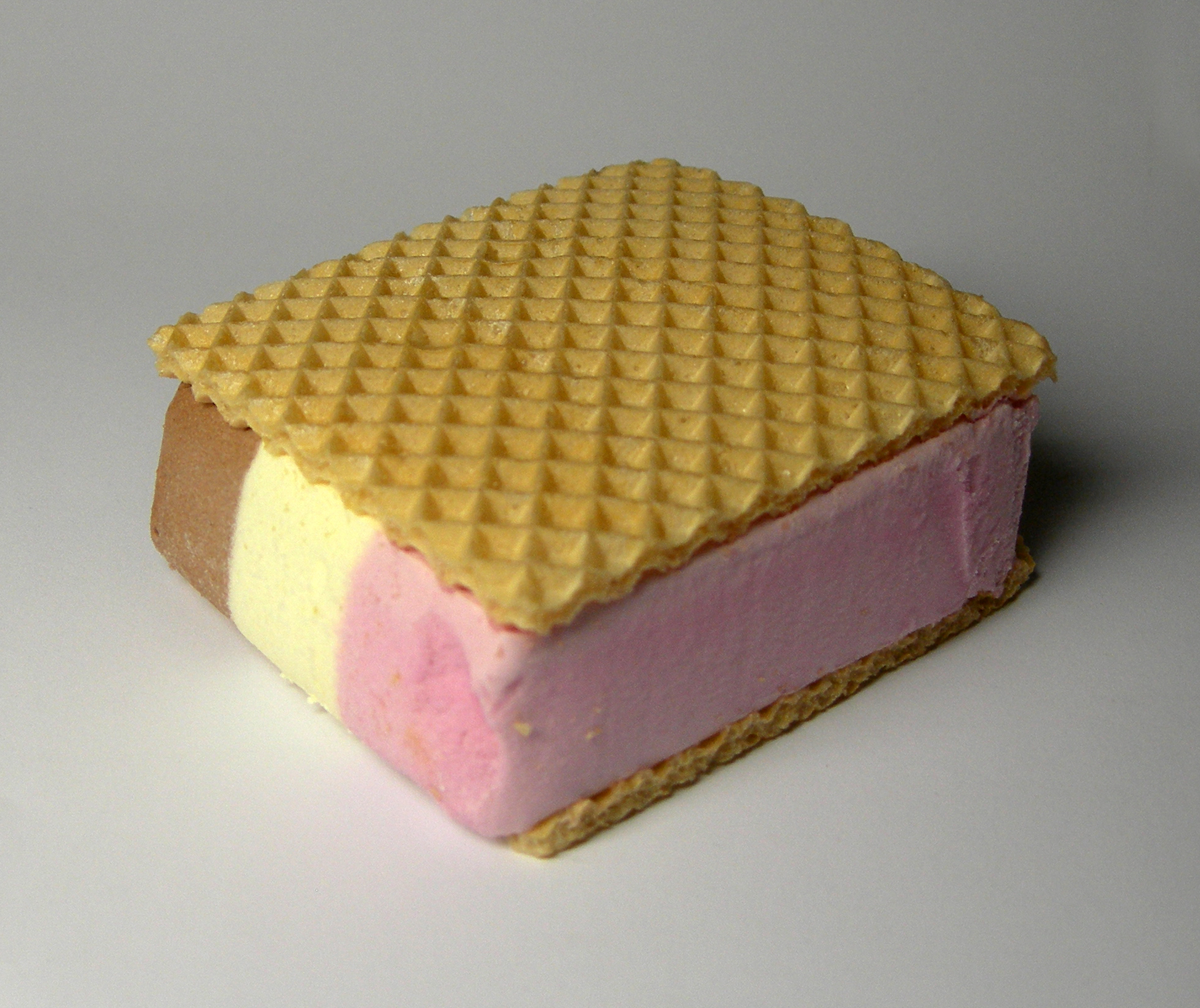
Брусочок пломбіру
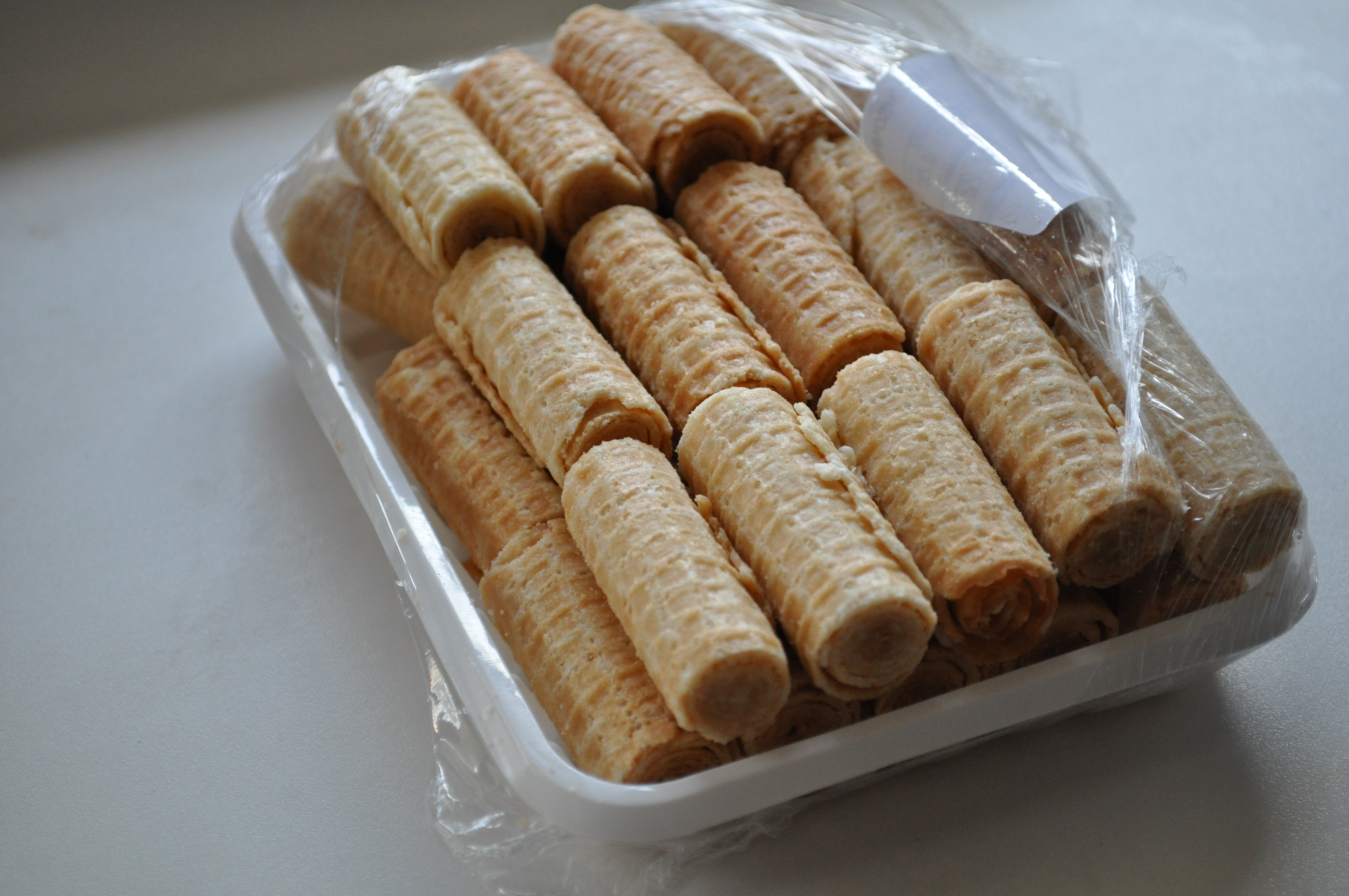
Вафельні рулетики
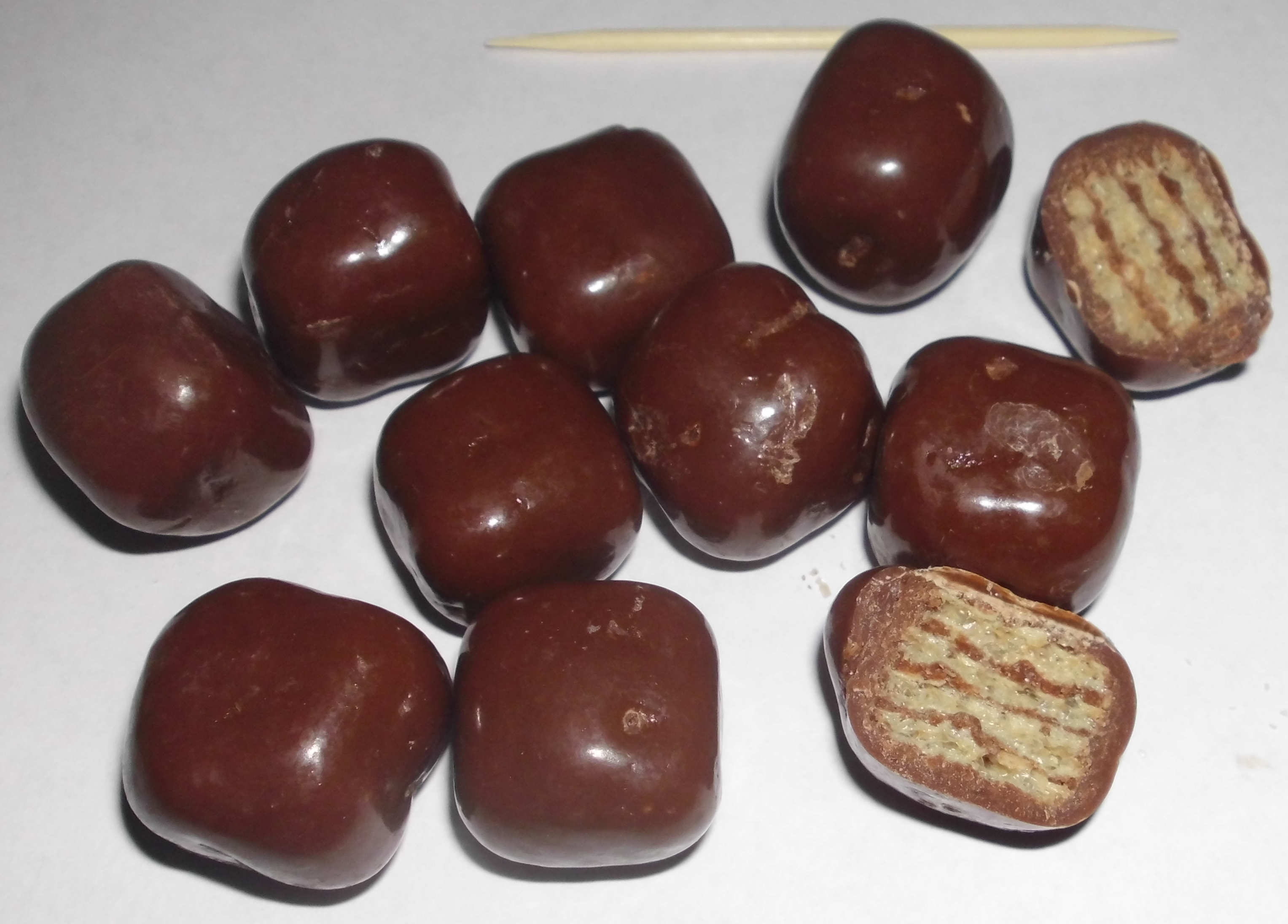
Шоколадні драже з начинкою з багатошарових вафель

## Вафельна суперечка
У 2007 чеські кондитери подали в Європейський комітет з товарних знаків запит на територіальну торговельну марку «Карловарських» вафель незвичайної круглої форми, які туристи як сувеніри відвозять у різні куточки світу. Однак комітет відмовився зареєструвати її, привівши як аргументи той факт, що схожі вафлі випускають багато десятків років й в Австрії, і в Німеччині, які теж претендують на ексклюзивну ліцензію.
«Вафельна суперечка» триває вже кілька років, з часом набуваючи політичного забарвлення. Європейський комітет відмовив у реєстрації торговельної марки ще й тому, що не всі підприємства, що роблять карловарські вафлі, територіально розташовані в Карлових Варах. Рецепт чеських вафель містить у собі відому місцеву мінеральну воду. Усього в Чехії вафлі випускають двадцять п´ять кондитерських підприємств, однак на їхньому пакуванні є позначка «курортні», ті вафлі не містять у рецептурі лікувальної мінеральної води.